# هیکری فلت، میسیسیپی
هیکری فلت (به انگلیسی: Hickory Flat) شهرکی در ایالت میسیسیپی کشور ایالات متحده آمریکا است که جمعیت آن در سرشماری سال ۲۰۱۰ میلادی، ۶۰۱
نفر بوده‌است.